# Tlalnepantla (Morelos)
Tlalnepantla is een stadje in het noorden van de Mexicaanse staat Morelos.